# Batalon
Battalion (en ruso: Батальонъ) es una película bélica rusa de 2015, dirigida por Dmitriy Meshiev que relata la historia del Primer Batallón de la Muerte, una unidad de combate de mujeres que luchó en la Primera Guerra Mundial. La actriz María Aronova interpreta el papel de la heroína María Bochkareva. Batallón fue el mayor ganador en el 2015 de los Golden Eagle Awards, ganando cuatro premios de las nueve nominaciones.

## Argumento
La Primera Guerra Mundial ya lleva tres años y la pobreza y la disidencia en Rusia es generalizada. En este escenario, el gobierno provisional está planeando sus próximos movimientos y Kérenski ordena el armado del batallón Bockarjov de mujeres para inspirar a los hombres a continuar luchando.

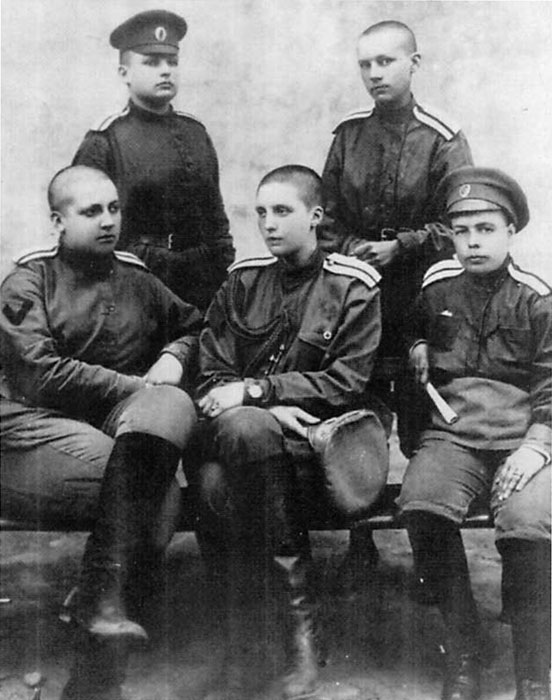
Batallón de la Muerte de Mujeres. Junio de 1917 – noviembre de 1918. El liderazgo de la formación militar. En la foto, María Bochkareva está sentada en el extremo izquierdo.

Las mujeres comienzan a enrolarse. Nadenjka Petrovna, Nadia, tras recibir una carta anunciando la supuesta muerte de su prometido, se enlista junto con su amiga Vera Neklyudova, Frosenjka, Dusia y Natalija Tatishcheva, hija del general Tatishchev, luego nombrada alférez por Maria Bochkareva, la Comandante. Las mujeres comienzan su entrenamiento, aprenden a luchar y adquieren el ímpetu y disciplina necesarios para la contienda, en otras palabras, deben abandonar su identidad femenina. Poco antes de partir al frente, María Bochkareva es puesta bajo arresto y debe rendir cuentas ante el General Polovtsev. Pues, una de las reclutas, con la ayuda del Soviet de Petrogrado, tenía la intención de formar un Comité Militar en el batallón. Como muestra de lealtad, las mujeres se rebelan al General y este termina cediendo ante la presión y aprueba que el batallón se integre al ejército regular. Antes de partir a Smorgon, Vera reemplaza a Tatishcheva porque queda embarazada.
En el frente, el Coronel perdió el mando frente al Comité Militar, compuesto en su mayoría por bolcheviques, quienes fraternizan con el enemigo y demandan abandonar la lucha. De a poco las mujeres se deben ir acostumbrando a los traumas y dificultades de la vida en la trinchera, las condiciones deplorables y la convivencia constante con la muerte. Luego de un mes, las mujeres son bombardeadas con tanques de gas tóxico y se desata el combate, que representa el primer enfrentamiento del batallón. Al mismo tiempo, el gobierno provisional evalúa una ofensiva y Petya reconoce en un video a Nadia, su prometida, y parte al frente junto al Coronel Tseplyaev. Las mujeres, que no lograron convencer a los demás soldados, se preparan para el contraataque. Pese al primer movimiento exitoso, la respuesta alemana acorrala al batallón en la trinchera. Antes de lo peor, llegan Petya, el oficial del Estado Mayor, el Coronel y toda la unidad masculina para unirseles a la lucha y ayudar a las mujeres, en la que sería la última contienda del Batallón de la Muerte de Bochkareva.

## Reparto
- Maria Aronova
- Mariya Kozhevnikova
- Irina Rakhmanova
- Marat Basharov
- Yanina Malinchik
- Evgeniy Dyatlov
- Valeriya Shkirando
- Nikolay Auzin
- Vladimir Zaytsev
- Mila Makarova

## Contexto Histórico
Con el estallido de la Primera Guerra Mundial, a partir de 1914 los países beligerantes pusieron a disposición todo su arsenal de recursos para hacerle frente a las demandas de la nueva coyuntura. De este modo, además de medios económicos y tecnológicos se movilizaron enormes cantidades de soldados hombres que partieron hacia el frente en nombre de sus respectivas naciones. Por su parte, la población femenina también se puso a disposición del Estado para colaborar en el conflicto, a menudo bajo el rol de enfermeras o cubriendo el trabajo que el sector masculino había abandonado para ocupar las armas. La incorporación de las mujeres en el ámbito laboral y su participación activa en la economía de guerra alteraron las percepciones tradicionales sobre el rol femenino. Al ocupar puestos en fábricas y asumir funciones que se consideraban propias de los hombres, surgió en estos últimos la sensación de que las mujeres estaban perdiendo su “esencia femenina”. Este concepto estaba estrechamente ligado a las ideas de la época sobre el rol maternal y doméstico de la mujer, considerado indispensable para el equilibrio social. 
Con la Revolución de Febrero de 1917, Rusia experimentó un cambio radical en su estructura de poder. La caída del zar Nicolás II dio lugar a la formación de un Gobierno Provisional. Este nuevo gobierno compartía un poder dual con el Soviet, organización que actuaba en  representación de los obreros, campesinos y soldados. No obstante, a pesar de los deseos de paz que manifestaba la población, el gobierno decidió continuar en el conflicto bélico, lo cual generó una creciente desilusión y tensión social. Esta decisión fue especialmente criticada por los bolcheviques, liderados por Lenin, quienes defendían una postura antimilitarista y exigían la retirada de Rusia de la guerra. Justamente, la situación en el frente era desastrosa: las pérdidas humanas y materiales y las deserciones no cesaban  mientras que en las ciudades la economía se deterioraba a pasos agigantados. Esta situación  alimentó la influencia de los bolcheviques, quienes prometían “paz, pan y tierra”, captando el apoyo de los sectores más desfavorecidos. De esta manera, el descontento generalizado y la incapacidad del gobierno provisional para resolver las crisis internas contribuyeron a deslegitimar su posición, preparando el terreno para la Revolución de Octubre y el triunfo de los bolcheviques. 

## Batallón de Bochkareva

### Antecedentes
El primer registro que evidencia la participación de mujeres en el frente de combate se ubica en la Rusia Imperial durante la Guerra de Crimea. A raíz de esta experiencia, donde muchas acudieron en calidad de enfermeras y personal sanitario, la posición del imperio frente al rol femenino en el plano militar se modernizó y la presencia de mujeres en el frente se volvió regular en eventos como la guerra ruso-japonesa. Ahora bien, para el inicio de la Primera Guerra Mundial diversos sectores de mujeres voluntarias comenzaron a manifestar su ambición por tener una mayor participación directa en defensa de la Nación y unirse al ejército del Zar.Si bien este se mostró escéptico a dichos reclamos, las mujeres rusas continuaron ocupando un rol fundamental en el ámbito sanitario e incluso en el plano militar, de manera encubierta1dado que, para muchas, la colaboración con la causa patriótica era tanto una forma de asegurarse un salario como de obtener reconocimiento social. Además, el contexto bélico las impulsaba a querer tener una mayor participación en el desarrollo de los acontecimientos políticos y sociales, alejándose de su rol tradicional como amas de casa aisladas de la coyuntura, a la espera de sus maridos.   

### 1917
Durante los últimos años de la guerra el panorama para las mujeres cambió drásticamente. Con la Revolución de febrero de 1917, el Gobierno Provisional autorizó la formación de batallones femeninos orientados específicamente al combate en el frente. Por su parte, el Soviet de Petrogrado dictó la Orden N.º1 donde, además de establecer su poder como organismo de contrapeso al Gobierno Provisional, decretaba la transformación del Ejército en términos más democráticos e igualitarios, lo que facilitó la organización de grupos femeninos beligerantes.  De esta manera, en mayo de 1917 Maria Bochkareva, una campesina oriunda de Siberia, fundó el Batallón de Mujeres o Batallón de la Muerte, respaldado por el general en jefe del Ejército Ruso Aleksei Brusilov y el ministro de Guerra Aleksandr Kérenski. En un primer momento, el batallón de Bochkareva contó un apoyo oficial, ya que se entendía esta iniciativa como una forma de tocar el orgullo de los soldados con la presencia femenina e incentivarlos a volver a la lucha. Su organización se cimentaba en los principios del combate, las comunicaciones y la ayuda médica, cuyo alcance debía apuntar hacia todas aquellas mujeres de entre dieciocho y veintiún años que contasen con un permiso paterno, independientemente de su estatus social y que jurasen lealtad al Gobierno Provisional.  Una vez dentro, las reclutas recibían un equipamiento militar completo, al igual que sus compañeros masculinos, objetos de higiene personal y un corte de cabello al cero como lo representa la película. 

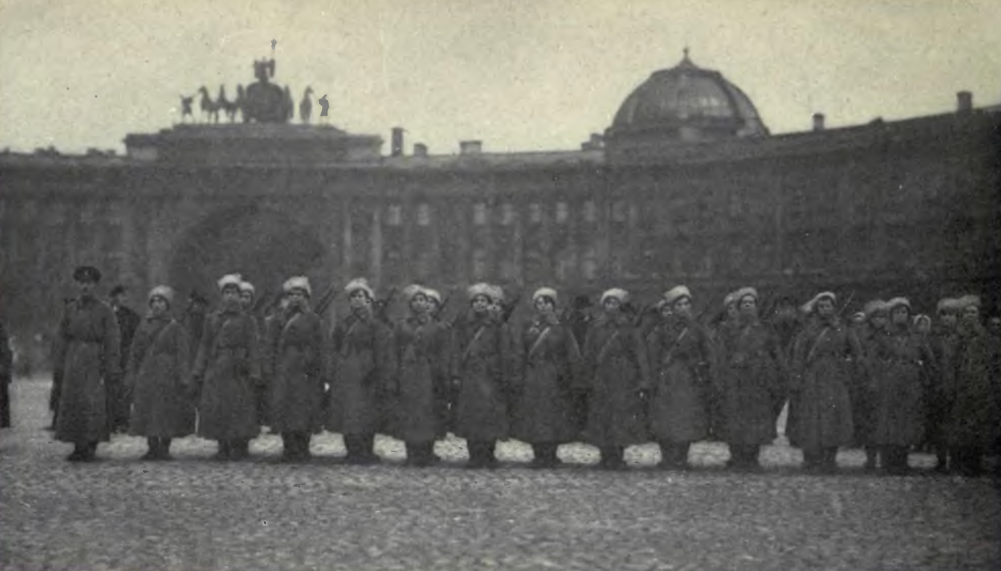
El Batallón de la Muerte, último defensor del gobierno provisional durante el golpe bolchevique. Estaba formado por mujeres.

Desde el inicio, el objetivo de Bochkareva era eliminar mediante duros entrenamientos  cualquier signo de debilidad que estas mujeres pudieran traer consigo de sus vidas domésticas. En otras palabras, se les exigía disciplina y un entrenamiento riguroso que implicaba desafiar las normas sociales de género. En tal proceso, las mujeres adoptaron una imagen masculina, tanto en apariencia como en conducta. Todo esto tenía como fin legitimarse en un entorno tradicionalmente masculino y hostil a la participación femenina en el combate. La respuesta de la sociedad rusa, y en particular de los soldados varones, fue ambivalente. Muchos hombres no aceptaban ni comprendían la presencia de mujeres en el frente de batalla, viéndolas incluso con burla y escepticismo (les resultaba extraño que la figura que se suponía que debía crear vida, estuviera atentando contra ella).  
La primera gran batalla de la cual formó parte el Batallón de la Muerte fue la Batalla de Smorgon, el 9 de julio de 1917. Frente a una ofensiva crítica por parte del ejército alemán, las tropas rusas se encontraban reacias a atender las órdenes de contraatacar ya que consideraban que se trataba de una maniobra suicida. Bajo este panorama, trescientas unidades de mujeres pertenecientes al Batallón decidieron, en cambio, atacar con la esperanza de que sus compatriotas masculinos las siguieran.  Si bien este no fue el caso para la mayoría, un grupo de jóvenes se lanzó al ataque junto a las mujeres del Batallón y lograron capturar centenares de prisioneros alemanes, lo que significó un éxito rotundo para Bochkareva. A raíz de este evento, aumentó significativamente la cantidad de mujeres voluntarias que ansiaban ser parte de la movilización hacia el frente. La fiebre de reclutas tomó tal magnitud que comenzaron a inaugurarse nuevas subunidades de Batallones femeninos durante el verano de 1917 en ciudades como Kiev, Bakú, Irkust, Odesa, Minsk y Mariupol.  Además, el batallón contó con una incipiente difusión en occidente gracias a la influencia de Emmeline Pankhurst, reconocida sufragista inglesa, quien visitó el batallón durante su época de apogeo y alabó la determinación patriótica con la que contaban las mujeres de Bochkareva. Por otro lado, Pankhurst entendió este momento de la historia rusa como una oportunidad para la población femenina en la ampliación del sufragio. 

### Declive y desarticulación
Sin embargo, para septiembre de 1917 la presión de las fuerzas bolcheviques comenzó a tomar mayor trascendencia en el plano político, lo que llevó a una paulatina reducción de las funciones del Batallón junto al  desplazamiento de las soldados hacia posiciones secundarias, como la defensa de infraestructuras ferroviarias. Bajo la ideología bolchevique, los Batallones significaron una clara demostración del oportunismo del gobierno provisional para marcar su lugar en la historia, mediante una exacerbación  del patriotismo femenino, lo que en definitiva demostraba que se trataba de un movimiento burgués. 
La última misión que ejecutó el Batallón de la Muerte sería la defensa del Palacio de Invierno durante los acontecimientos de la Revolución de Octubre. No obstante, el caudal de manifestantes fue ampliamente superior al número de unidades femeninas, que se estima fueron alrededor de treinta mujeres, por lo que luego de imponer resistencia el Batallón depuso sus armas y se entregó a las fuerzas bolcheviques para ser arrestadas. Tras este evento, la hostilidad hacia aquellas soldadas creció de manera desmesurada y finalmente el Comité Militar Revolucionario desarticuló el Batallón de la Muerte el 21 de noviembre de 1917. 

## Producción
La idea para la película surgió durante el rodaje de Fortaleza de Brest. El productor Igor Ugolnikov, interesado en la historia de la Gran Guerra Patria, decidió mostrar el destino de las mujeres de la guarnición de Brest enviadas a prisión. Al final, esta idea fue abandonada, pero se transformó en una historia sobre la participación femenina durante la Primera Guerra Mundial.
El filme tiene la intención de rememorar una “guerra olvidada” a causa de la derrota y la historiografía soviética. En este sentido, participaron historiadores y militares en la confección del guion, el vestuario y la utilería para lograr la representación lo más cercana a la realidad posible. Un ejemplo de ello son los morteros de gas, recreados particularmente para la película.
La película fue rodada en la región de Pskov en el otoño de 2013 y en San Petersburgo en la primavera de 2014.Originalmente, el filme se iba a llamar “Batallón de la Muerte”, pero antes del estreno se decidió que el nombre sea tan solo “Batallón” con la letra "ъ" al final (en ruso).

### Lanzamiento
Batalon lideró la lista de candidaturas en 2015 de los Golden Eagle Awards, ganando 4 premios: Mejor Actriz en un Papel de Apoyo para Mariya Kozhevnikova, Mejor Música, Mejor Edición y Mejor Edición de Sonido.
Una versión más larga de la película, dividida en 4 episodios, fue emitida por televisión en marzo de 2016.

## Premios y nominaciones
| Año  | Premio                                                 | Categoría                                     | Resultado |
| ---- | ------------------------------------------------------ | --------------------------------------------- | --------- |
| 2015 | Premio de cine de Honolulu                             | Mejor película                                | Ganadora  |
| 2015 | Festival Internacional de Cine de Navi Mumbai          | Mejor actriz                                  | Ganadora  |
| 2015 | Festival Internacional de Cine de Navi Mumbai          | Mejor montaje                                 | Ganadora  |
| 2015 | Festival Internacional de Cine de Navi Mumbai          | Mejor película                                | Ganadora  |
| 2015 | Festival Internacional de Cine de Navi Mumbai          | Mejor guion original                          | Ganadora  |
| 2015 | Constelación                                           | Mejor debut                                   | Ganadora  |
| 2015 | Constelación                                           | Mejor actriz de reparto                       | Ganadora  |
| 2015 | Laughlin International Film Festival                   | Outstanding Production Value                  | Ganadora  |
| 2016 | Golden Eagle Awards                                    | Mejor actriz de reparto                       | Ganadora  |
| 2016 | Golden Eagle Awards                                    | Mejor música de película                      | Ganadora  |
| 2016 | Golden Eagle Awards                                    | Mejor edición de película                     | Ganadora  |
| 2016 | Golden Eagle Awards                                    | Mejor sonido                                  | Ganadora  |
| 2016 | Golden Eagle Awards                                    | Mejor película                                | Nominada  |
| 2016 | Golden Eagle Awards                                    | Mejor actriz                                  | Nominada  |
| 2016 | Golden Eagle Awards                                    | Mejor fotografía                              | Nominada  |
| 2016 | Golden Eagle Awards                                    | Mejor director                                | Nominada  |
| 2016 | Golden Eagle Awards                                    | Mejor vestuario                               | Nominada  |
| 2016 | RapidLion Film Festival                                | Mejor película internacional                  | Ganadora  |
| 2016 | RapidLion Film Festival                                | Mejor película de los países BRICS            | Ganadora  |
| 2016 | RapidLion Film Festival                                | Mejor actriz                                  | Ganadora  |
| 2016 | RapidLion Film Festival                                | Mejor sonido                                  | Ganadora  |
| 2016 | Nika                                                   | Mejor película                                | Nominada  |
| 2016 | Nika                                                   | Mejor actriz de reparto                       | Nominada  |
| 2016 | Newport Beach Film Festival                            | Premio del público: Mejor película extranjera | Ganadora  |
| 2016 | Asia Pacific International Filmmaker Festival & Awards | Ganador del premio platino                    | Ganadora  |
| 2016 | Portsmouth International Film Festival                 | Mejor actriz                                  | Ganadora  |